# Zane Waddell
Zane Waddell (Bloemfontein, 18 de marzo de 1998) es un deportista sudafricano que compite en natación. Ganó una medalla de oro en el Campeonato Mundial de Natación de 2019, en la prueba de 50 m espalda.

## Palmarés internacional
| Campeonato Mundial | Campeonato Mundial      | Campeonato Mundial | Campeonato Mundial |
| Año                | Lugar                   | Medalla            | Prueba             |
| ------------------ | ----------------------- | ------------------ | ------------------ |
| 2019               | Gwangju (Corea del Sur) | Medalla de oro     | 50 m espalda       |